# Anunciação (Caravaggio)
A Anunciação é uma pintura de Caravaggio pintada entre 1608 e 1610, e mantida no Museu de Belas-Artes de Nancy.

## História
Diz-se que esta obra tardia do pintor foi feita em Malta ou durante a sua segunda estadia em Nápoles.
Esta obra chegou a Nancy há mais de 400 anos, dada à igreja primacial por Henrique II, Duque de Lorena. Pode ter sido originalmente encomendado pelo próprio duque para decorar o altar-mor da primacial, pois era sua igreja batismal. Mas a comissão também pode ter vindo do cardeal Fernando I Gonzaga. Nesta segunda hipótese, o cardeal teria então oferecido a pintura à sua irmã Margarida que se casou com o duque Henrique II em 1606. Caravaggio tinha uma ligação importante com o cardeal, pois foi este quem negociou o perdão papal que permitiria ao pintor finalmente retornar a Roma, de onde havia fugido precipitadamente alguns anos antes após matar um homem durante uma briga.
A pintura sofreu inúmeros danos ao longo dos séculos, além de restaurações mais ou menos bem-sucedidas. Uma restauração foi realizada em 2010, em Roma, quando a obra foi emprestada para uma exposição por ocasião dos 400 anos da morte de Caravaggio (em 2010).

## Descrição
O tema da Anunciação é uma representação da iconografia cristã comumente usada em uma forma altamente codificada desde o Quattrocento. À esquerda, um anjo vermelho de asas escuras, envolto em uma cortina branca e segurando um buquê de lírios, estende o braço direito acima da Virgem Maria, localizada na parte direita velada de amarelo e coberta de azul. O anjo parece estar apontando com a mão direita, num gesto maneirista, para a cama não feita de Maria, em segundo plano. 